# 分而治之
分而治之是一种很古老但很实用的策略，或者说战略。本意即使将一个较大的力量打碎分成小的力量，这样每个小的力量都不足以对抗大的力量。在现实应用中，分而治之往往是阻止小力量联合起来的策略。

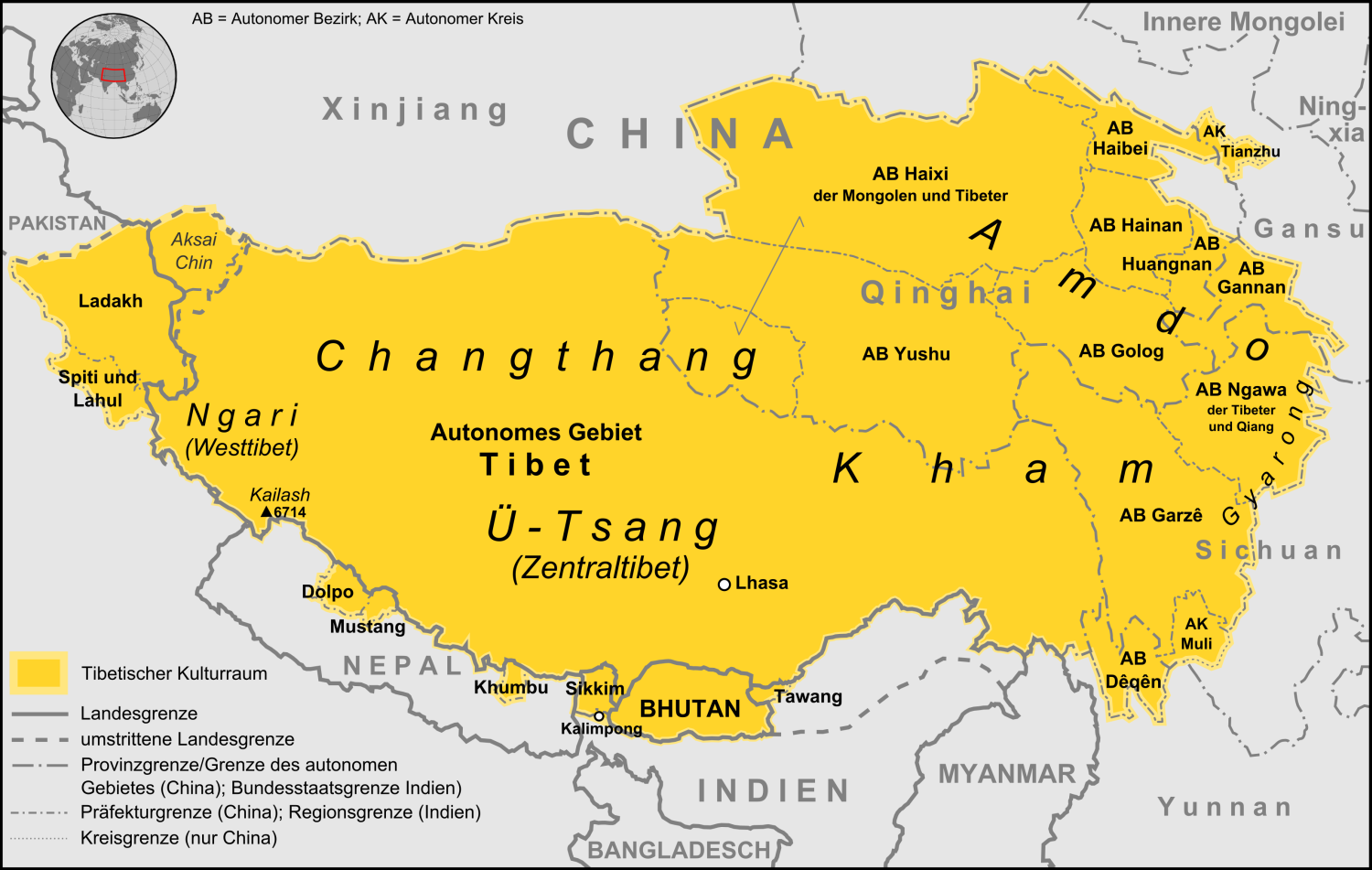
青藏高原地区，也是藏人的聚居区，清朝雍正年间将藏区分治，与传统上的安多、康区和卫藏三部不同，被现代中华人民共和国所沿袭，西藏自治区仅占藏区一半左右。西藏流亡政府认为这是中国一贯的政策，以打击藏人的团结。

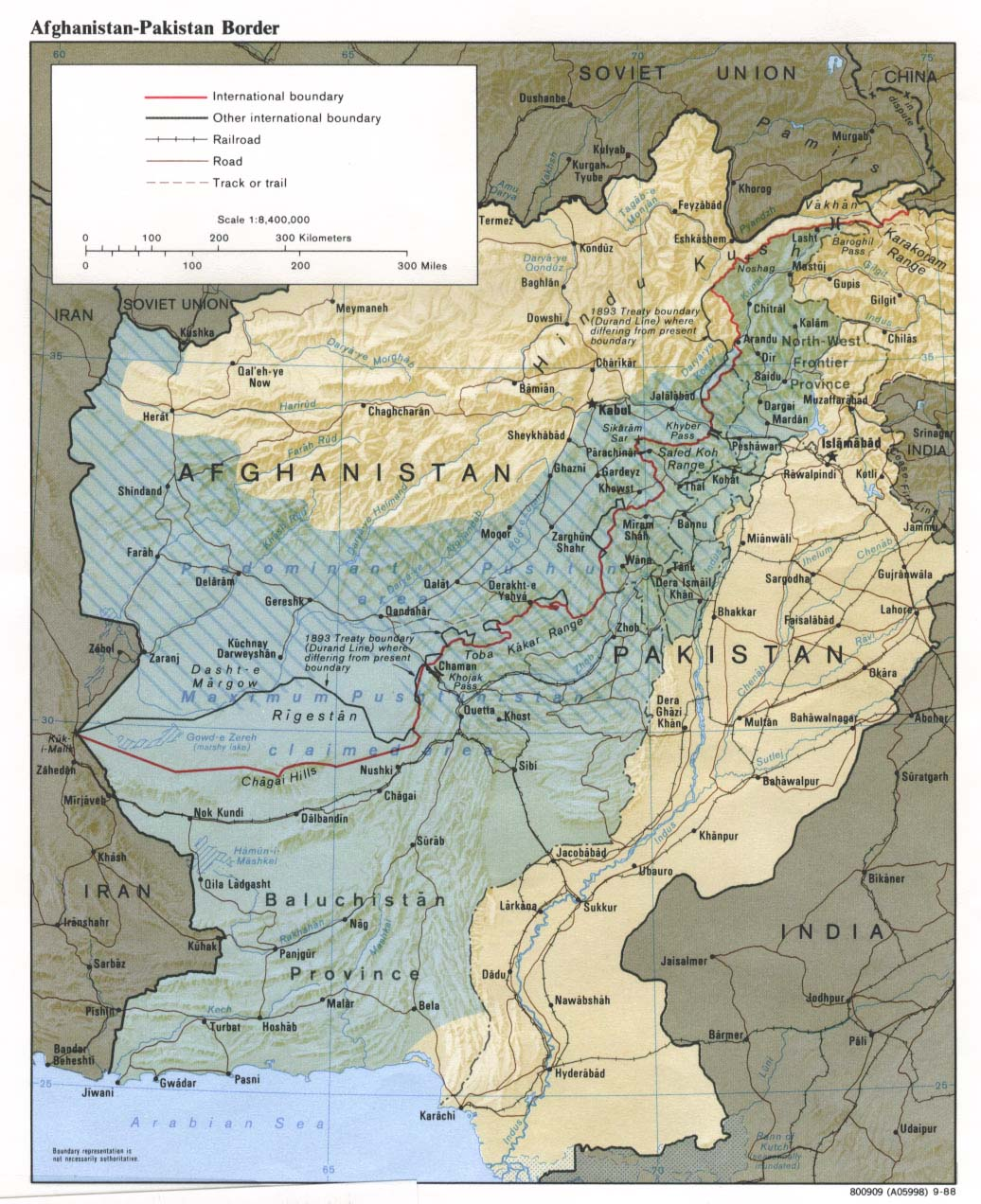
紅線為杜蘭線，藍色部份為普什图斯坦。杜兰线将普什图人分隔于巴基斯坦和阿富汗两个国家。

## 历史案例
秦时，破坏合纵的连横即是一种分而治之的手段。或者比利時殖民者，將盧安達的種族分為胡圖族與圖西族，以便控制。
明朝初期，广东与广西分別自元代的江西行省和湖广行省分开。由于广西壮、黎、瑶三个民族反明起义猛烈，明朝皇帝朱元璋采用分而治之的办法，把黎族聚居的海南及广西门户钦州、廉州（北海合浦）划归广东，此格局沿襲至中華人民共和國成立。
清朝《查复现在贼首股数折》中“散则为民，聚则为寇”反映了统治者对民众的心理，良民和流寇的界限以是否聚集为主要判断。